# Pădurea Bejan (sit SCI)
Pădurea Bejan este o arie protejată (sit de importanță comunitară — SCI) din România, desemnată în scopul protejării biodiversității și menținerii într-o stare de conservare favorabilă a florei spontane și faunei sălbatice, precum și a habitatelor naturale de interes comunitar aflate în arealul zonei de protecție. Aceasta se întinde pe o suprafață de 98,2 ha, integral pe uscat.

## Localizare
Situl se întinde pe teritoriul administrativ al municipiului Deva și pe cel al comunei Cârjiți din județul Hunedoara. Centrul sitului Pădurea Bejan este situat la coordonatele 45°51′07″N 22°53′19″E / 45.851897°N 22.888722°E.

## Înființare
Situl Pădurea Bejan (ROSCI0136) a fost declarat sit de importanță comunitară în decembrie 2007 pentru a proteja 4 specii de plante și 20 de specii de animale. Situl include rezervația naturală Pădurea Bejan.

## Biodiversitate
Situată în ecoregiunea continentală din bazinul mijlociu al râului Mureș, aria protejată conține 3 habitate naturale: Vegetație de silvostepă eurosiberiană cu Quercus spp., Păduri ilirice de stejar cu carpen (Erythronio - Carpinion) și Păduri de stejar și carpen dacice.
La baza desemnării sitului se află ivorașul-cu-burta-galbenă (Bombina variegata), un amfibian protejat la nivel european prin Directiva CE 92/43/CE din 21 mai 1992 (privind conservarea habitatelor naturale și a speciilor de faună și floră sălbatică) și aflat pe lista roșie a IUCN.
Pe lângă amfibianul protejat aflat la baza desemnării sitului, pe teritoriul acestuia au mai fost identificate 17 specii din flora spontană și fauna sălbatică a României; astfel: căprioară (Capreolus capreolus), jderul de copac (Martes martes), iepurele de câmp (Lepus europaeus), apolonul negru (un fluture din specia  Parnassius mnemosyne), șarpele orb (Anguis fragilis), șarpele lui Esculap (Elaphe longissima), șarpele de alun (Coronella austriaca), gușter (Lacerta viridis), vipera cu corn (Vipera ammodytes), șopârla de pădure (Lacerta praticola), șarpe inelat (Natrix natrix), brotacul verde de copac (Hyla arborea); verigariu ( Rhamnus saxatilis ssp. tinctorius), albăstriță (Centaurea rocheliana), frăsinel (Dictamnus albus), cimbrișor (Thymus longicaulis) și Danthonia alpina (o plantă erbacee din familia Poaceae).